# Ретюнин, Марк Андреевич
Марк Андреевич Ретюнин (1908 — 2 февраля 1942) — руководитель Усть-Усинского восстания заключенных лагпункта «Лесорейд» Воркутлага НКВД в 1942 году, называемого также «Ретюнинским».

## Биография
Родился в Архангельской губернии, в крестьянской семье.  29 апреля 1929 года  был осуждён Орловским окружным судом по ст. 59-3 (бандитизм) УК РСФСР на 13 лет ИТЛ, затем срок снижен до 10 лет исправительно-трудовых лагерей, освобождён 17 марта 1937 года досрочно по зачётам рабочих дней. Предполагают, что свой срок Ретюнин получил за участие в ограблении банка, но исследователями его уголовное дело до сих пор не обнаружено и не исследовано. Знавший Ретюнина В. В. Зубчанинов считал, что того арестовали и судили как бандита во время коллективизации, как и многих других крестьянских парней.
После освобождения остался работать в Воркутлаге, как вольнонаемный. Был начальником ОЛП (отдельного лагерного пункта) «Кочмес», позднее занял пост начальника л/п (лагпункта) «Лесорейд» Воркутинского лагеря НКВД. В 1941 году в лагпункте «Лесорейд» содержалось около 200 заключенных, из них около 135 политических (58-я статья), кроме того в лагпункте работали 27 вольнонаёмных.

### Организатор Усть-Усинского восстания
Заключённый лагпункта «Лесорейд» Городин, но незадолго до событий переведенный в другой лагпункт, сообщил, что перед восстанием Ретюнин говорил: «Я получил рацию.., в которой содержится приказ расстрелять всех троцкистов. Нежели так погибать, не лучше ли пробиться на фронт и присоединиться к какой-либо части или партизанить в тылу у немцев?». Один из участников подавления рассказывал, что захваченный ими раненый повстанец сказал, что «они не уголовники и не бандиты, они хотели ехать на фронт».

### Облик и характер
Бывший заключённый В. В. Зубчанинов вспоминал:

Я познакомился с начальником рейда Ретюниным. Он был из тех крестьянских парней, которых во время коллективизации судили как бандитов. Срок он отбывал на Воркутинских шахтах, где возглавлял одну из самых лучших горняцких бригад. После освобождения его сделали начальником сначала небольшого лесзака, а теперь — Усть-Усинского рейда. Походкой он напоминал медведя, рыжая лохматая голова была у него немного наклонена вперед, и глазки смотрели тоже по-медвежьи. Но это был романтик. В его избушке, стоявшей на высоких сваях, лежал томик Шекспира. Когда я взялся за него и раскрыл, Ретюнин сказал:
— Вот был человек! и наизусть стал декламировать:
Для тех, кто пал на низшую ступень,
Открыт подъём, им некуда уж падать.
Опасности таятся на верхах, А мы внизу живём в надежде!

— Понимаешь? Живём в надежде, открыт подъём! Это не всякому червяку даётся".

## Семья
- Жена (c мая 1940) — Галина Петровна, урождённая Филиппова (1922, Косью-Вом—?), по национальности коми, в восстании не участвовала, но была привлечена к уголовной ответственности по статьям 17-58-2, 58-8, 58-11 УК РСФСР, дело прекращено[5][6]